# ディック・ヨーク

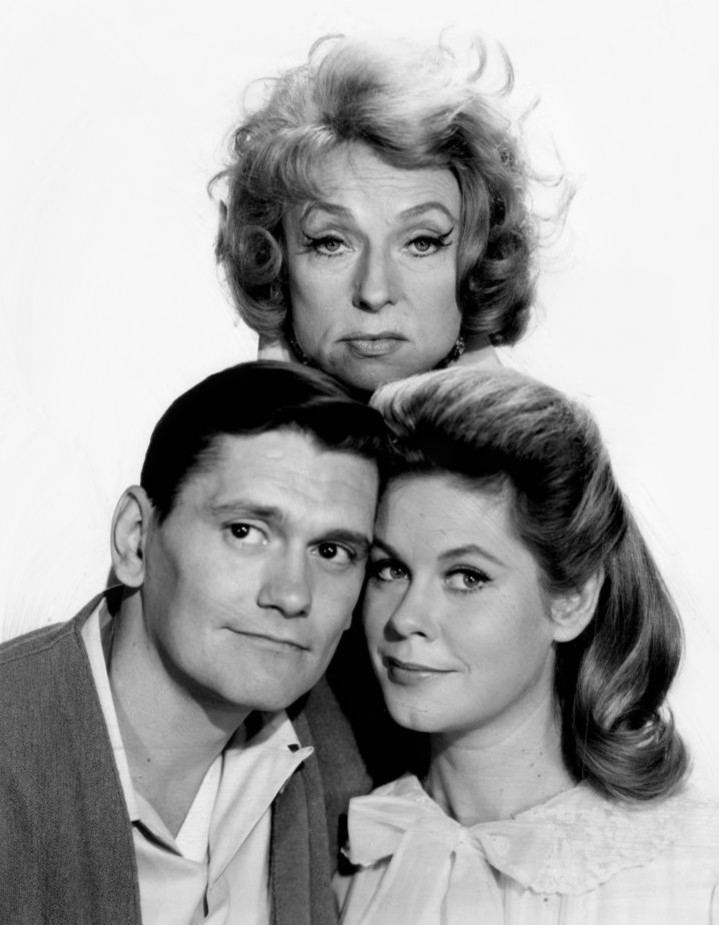
前列左からダーリン役のディック・ヨーク、サマンサ役のエリザベス・モンゴメリー、後列にエンドラ役のアグネス・ムーアヘッド。「奥さまは魔女」より。

ディック・ヨーク（Dick York、1928年9月4日 – 1992年2月20日）はアメリカ合衆国のラジオ声優・ブロードウェイ俳優・テレビ俳優。本名はリチャード・アレン・ヨーク（Richard Allen York）。

## 実力派俳優
インディアナ州フォートウェイン市に生まれる。シカゴで育ち、カトリック聖歌隊でその才能を最初に示す。15歳の時に、CBSのラジオ番組「ブリュースター・ボーイ　That Brewster Boy」でスターとしての経歴を始める。100本程度のラジオショーや教育映画に出演した後、ニューヨークへ行き、ブロードウェイで「Tea and Sympathy」と「Bus Stop」の舞台に立つ。ポール・ムニやジョアン・ウッドワードらとテレビ放送をつとめ、『My Sister Eileen』『Cowboy』（カウボーイ）『They Came to Cordura』（コルドラへの道）などの映画でジャネット・リーやジャック・レモン、ゲイリー・クーパーと共演した。
1925年のスコープス裁判（サル裁判）を扱った1960年の映画『風の遺産　Inherit the Wind』では、スペンサー・トレイシー、フレデリック・マーチ、ジーン・ケリーと伍して、進化論を教え学校を追放される若い教師バートラム・ケイツの役を演じた。そしてテレビではジーン・ケリーとコメディ『我が道を行くGoing My Way』に出演、『ヒッチコック劇場 Alfred Hitchcock Presents & The Alfred Hitchcock Hour』、『幌馬車隊　Wagon Train』『ミステリー・ゾーン The Twilight Zone』『ルート66  Route 66』などで好演を重ね、テレビスターとしての地位を確立した。

## ダーリン役として
ヨークが俳優としてもっとも知られているのは、1964年から1972年まで8シーズンにわたりABCで放送されたシットコム『奥さまは魔女　Bewitched』での初代のダーリン・スティーブンスの役を通じてである。この番組の成功によりヨークは1968年にエミー賞にノミネートされているが、ヨークは第5シーズンで降板、ディック・サージェントに交代している。降板の理由は健康上の問題によるものだった。
1959年に出演した映画『コルドラへの道』で落馬事故に遭遇し負傷、以来、ヨークは腰の激痛に悩まされるようになり、緩和させる目的で鎮痛剤を濫用し始め、本作撮影時はその副作用で情動が不安定になったり、ろれつが回らなくなる事もあり、既に薬物依存の状態だった。第5シーズンの撮影開始の頃、腰の状態が更に悪化。座っているシーンやソファーで横になっているシーンを増やして対応した。しかし、第5シーズンの撮影リハーサル中に突然倒れ、一時意識を失う事態が発生。治療とリハビリのため降板を余儀なくされた。降板に近い時期のエピソードでは、「ダーリンは長期の出張中」という設定にされている。
番組降板、ダーリン役の交代については当時からいろいろな噂が飛び交っており、「ヨークが、サマンサ役のエリザベス・モンゴメリーのわがままに耐えられなくなったから」、「ダーリン役のイメージが強くなりすぎたのを嫌って降板した」など、まことしやかに語られていた。

## 献身
薬物依存の影響で仕事を失った事に加え、投資への失敗から破産、所有していた建物まで手放すという困難に遭いながら、妻ジョアンと奮闘し、健康をとりもどした時には150ポンドも体重が増加、歯はほとんど無くなっていたという。ヨークの死後発表された妻の回顧録『The Seesaw Girl and Me』によると、ヨークが演技にふたたび興味をもち、俳優として復帰するまでにはさらに時間を要したという。その後「Simon and Simon」や「Fantasy Island」など、いくつかのゴールデンアワーのテレビ番組に出演し始めた頃には、減量に成功している。
晩年は変形性脊椎症に加え、若い頃から1日60本を超えるほどのヘビースモーカーだった事が災いし、肺気腫を発症、日常的に酸素吸入が手放せない状態になり、ミシガン州ロックフォートの小さな家で寝たきりの療養生活を過ごした。こうした状況になりながらもボランティア団体を結成し、電話を使って政治家や有名人・一般人に呼びかけ、ホームレスを支援するための義捐金を募るなど、最期まで社会活動に尽力した。